# السهلة (جبلة)

تعديل مصدري - تعديل

السهلة محلة تابعة لقرية المدرى، التابعة لعزلة الثوابي بمديرية جبلة إحدى مديريات محافظة إب في الجمهورية اليمنية، بلغ تعداد سكانها 168 حسب تعداد اليمن لعام 2004.